# Borboroides merzi
Borboroides merzi är en tvåvingeart som beskrevs av Mcalpine 2007. Borboroides merzi ingår i släktet Borboroides och familjen myllflugor. Inga underarter finns listade i Catalogue of Life.